# هینوهارا، توکیو

نقشهٔ هینودهارا واقع در ناحیهٔ تامای توکیو

هینوهارا (به ژاپنی: 檜原村 Hinohara) به یکی از بخش‌های منطقه تامای غربی توکیو پایتخت ژاپن گفته می‌شود. از نظر تقسیمات کشوری هینوهارا یک روستا محسوب می‌شود.

## کوه‌های هینوهارا
- کوه میتو
- کوه گوزن
- کوه اوداکه
- کوه شوتوزان

## نگارخانه

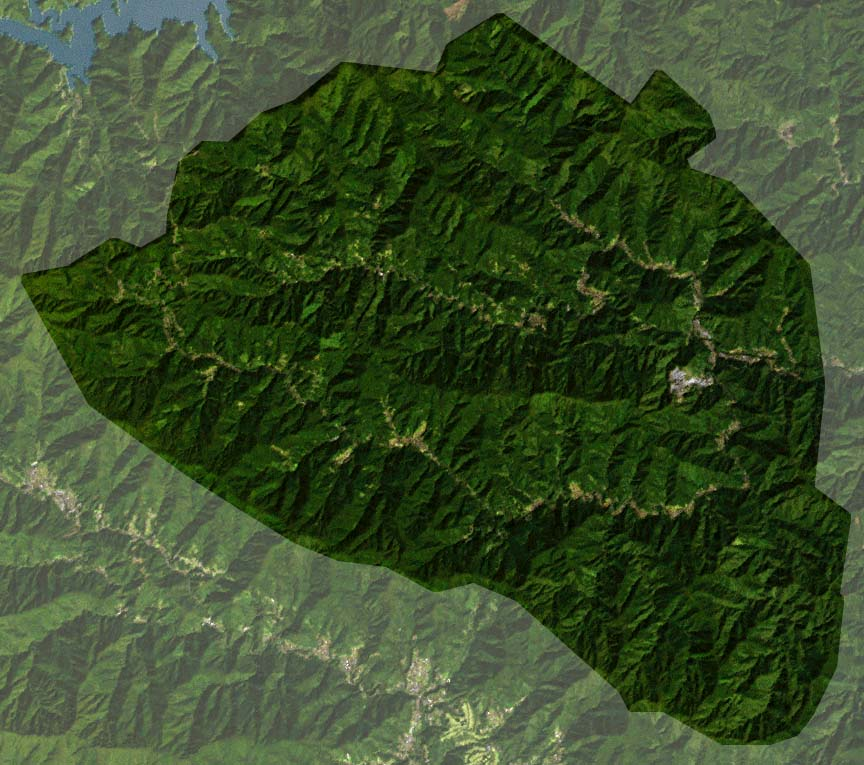
عکس ماهواره‌ای از ناحیه هینوهارا